# Антонио Сера
Антонио Сера (итал. Antonio Serra) је био италијански економиста. Живео је током друге поливине 16. и прве половине 17. века. Рођен је у Косенци у Калабрији, која је тада припадала Напуљској краљевини. Био је доктор права.
Његово дело Кратска расправа о узроцима... довршено је 10. јула 1613, а писано је у затвору Викариа у Напуљу. Посвећено је грофу од Лемоса, напуљском подкраљу, чији је Сера био затвореник. У Серино доба, Напуљска краљевина је била под господством Шпаније.
Сера се у свом делу показује као критичар монетарног система и није присталица забране извоза новца по сваку цену. Он сматра да се прилив и одлив новца мора регулисати путем трговинског биланса а не мерама државне власти, које би ишле за законским снижавањем меничних течајева за номиналну вредност менице. Исто тако он одбацује различите монетарне мере које су се у његово време практиковале у готово целој Европи. У начелу је противан интервенцији државе у питањима новца. Са друге стране, Сера је присталица систематске државне интервенције ради подизања домаће индустрије и увођења бројних заната који би уклонили потребу увоза стране робе.
У његовој расправи налазимо основне елементе тзв. теорије трговинског биланса, коју је касније разрадио Томас Мун, а и поједине ставке платежног биланса.

## Дела
- Кратка расправа о узроцима који могу изазвати обиље злата и сребра у краљевинама у којима нема рудника (Il breve trattato delle cause che possono far abbondare li regni d' oro e argento dove non sono miniere), 1613.